# Little Harrowden
Little Harrowden is een civil parish in het bestuurlijke gebied Wellingborough, in het Engelse graafschap Northamptonshire met 892 inwoners.